# Aceros everetti
Aceros everetti là một loài chim trong họ Bucerotidae.